# Яблуницька сільська рада (Путильський район)
Яблуни́цька сільська́ ра́да — адміністративно-територіальна одиниця та орган місцевого самоврядування в Путильському районі Чернівецької області. Адміністративний центр — село Яблуниця .

## Загальні відомості
- Населення ради: 1 105 осіб (станом на 2001 рік)

## Населені пункти
Сільській раді підпорядковані населені пункти:
- с. Яблуниця
- с. Голошина
- с. Плай

## Склад ради
Рада складається з 16 депутатів та голови.
- Голова ради: Кумариця Володимир Михайлович
- Секретар ради: Гаврилюк Тетяна Василівна

### Керівний склад попередніх скликань
| Прізвище, ім'я, по батькові   | Основні відомості                                                      | Дата обрання | Дата звільнення |
| ----------------------------- | ---------------------------------------------------------------------- | ------------ | --------------- |
| Петрик Володимир Михайлович   | Сільський голова, 1981 року народження, безпартійний                   | 26.03.2006   | 01.03.2007      |
| Сорохан Надія Михайлівна      | Сільський голова, 1967 року народження, член Селянської партії України | 29.07.2007   | 31.10.2010      |
| Кумариця Володимир Михайлович | Сільський голова, 1970 року народження, освіта вища, безпартійний      | 31.10.2010   |                 |

Примітка: таблиця складена за даними сайту Верховної Ради України

### Депутати
За результатами місцевих виборів 2010 року депутатами ради стали:

#### За суб'єктами висування
| Суб'єкт висування | Кількість обраних депутатів | %    |
| ----------------- | --------------------------- | ---- |
| Самовисування     | 15                          | 93,8 |
| Народна партія    | 1                           | 6,3  |

#### За округами
| № округу       | Прізвище, ім'я, по батькові     | Дата визнання обраним | Освіта             | Партійна приналежність | Відомості про обраного депутата                                                        |
| -------------- | ------------------------------- | --------------------- | ------------------ | ---------------------- | -------------------------------------------------------------------------------------- |
| Народна Партія |                                 |                       |                    |                        |                                                                                        |
| 7              | Коман Орися Миколаївна          | 15.11.2010            | вища               | член Народної партії   | Яблуницька загальноосвітня школа, вчитель                                              |
| Самовисування  |                                 |                       |                    |                        |                                                                                        |
| 1              | Тонієвич Юрій Миколайович       | 05.11.2010            | вища               | позапартійний          | відділ Держкомзему в Путильському районі, заступник начальника відділу                 |
| 2              | Пониполяк Тетяна Василівна      | 05.11.2010            | вища               | позапартійна           | Яблуницька загальноосвітня школа І-ІІ ст., вчитель англійської мови                    |
| 3              | Синиця Любов Степанівна         | 05.11.2010            | вища               | позапартійна           | Конятинський дошкільний навчальний заклад, вихователь                                  |
| 4              | Лахман Петро Петрович           | 05.11.2010            | вища               | позапартійний          | Яблуницьке лісництво ДП «Путильський лісгосп», майстер лісу                            |
| 5              | Гаврилюк Тетяна Василівна       | 05.11.2010            | вища               | позапартійна           | Яблуницька сільська рада, секретар виконкому                                           |
| 6              | Паучек Зіна Миколаївна          | 05.11.2010            | середня            | позапартійна           | Яблуницька амбулаторія, медпрацівник                                                   |
| 8              | Томояга Ілля Федорович          | 15.11.2010            | вища               | позапартійний          | приватний підприємець                                                                  |
| 9              | Довганюк Світлана Миколаївна    | 05.11.2010            | вища               | позапартійна           | Яблуницька загальноосвітня школа І-ІІІ ст., вчитель                                    |
| 10             | Мицканюк Руслан Миколайович     | 05.11.2010            | вища               | позапартійний          | Яблуницьке лісництво ДП «Путильський лісгосп», лісничий                                |
| 11             | Тимофійчук Юрій Дмитрович       | 05.11.2010            | вища               | член Народної партії   | Карпатський ДСЛ, Конятинське лісництво, помічник лісничого                             |
| 12             | Кіндратяк Ольга Миколаївна      | 05.11.2010            | середня спеціальна | позапартійна           | Яблуницька сільська рада, головний бухгалтер                                           |
| 13             | Малиш Валентина Михайлівна      | 05.11.2010            | середня            | позапартійна           | Яблуницьке відділення зв'язку ЦОС № 9 ЧДУДППЗ «Укрпошта», начальник відділення зв'язку |
| 14             | Пуршега Євдокія Федорівна       | 05.11.2010            | незакінчена вища   | позапартійна           | Яблуницький дошкільний навчальний заклад, вихователь                                   |
| 15             | Недоходюк Володимир Миколайович | 05.11.2010            | середня            | член Партії регіонів   | Яблуницьке лісництво ДП «Путильський лісгосп», майстер лісу                            |
| 16             | Паучек Юрій Іванович            | 05.11.2010            | середня            | член Партії регіонів   | Яблуницьке лісництво ДП «Путильський лісгосп», тракторист                              |